# Mixosauria
De Mixosauria zijn een groep (infraorde) uitgestorven zeedieren, behorend tot de Ichthyosauria, die leefden tijdens het middelste Trias.
In 1999 definieerde Ryosuke Motani een klade Mixosauria als de groep bestaande uit de laatste gemeenschappelijke voorouder van Mixosaurus cornalianus en Mixosaurus nordenskioeldii; en al zijn afstammelingen. In 1887 had Georg Baur al een Mixosauridae benoemd. De naam verwijst naar het geslacht Mixosaurus. Mixosauria werd door Motani bedoeld als materieel identiek aan Mixosauridae, een begrip dat hijzelf niet toepaste.
Motani wist enkele onderscheidende kenmerken vast te stellen. De praemaxilla eindigt achteraan in een punt en maakt nauwelijks deel uit van de rand van het neusgat. Er is een lange kam op de kop die tot aan het neusbeen reikt. Het bovenste slaapvenster loopt naar voren uit in een groot beenplateau dat tot aan het neusbeen reikt. Het schaambeen is meer dan tweemaal zo groot als het zitbeen. De doornuitsteeksels van de wervels zijn hoog en smal. De middelste staartwervels zijn vergroot.
Motani erkende in 1999 alleen het geslacht Mixosaurus zelf in de Mixosauria. Andere onderzoekers erkenden meer geslachten waaronder Phalarodon.
De Mixosauria zijn vrij kleine vormen met een visachtig voorkomen.

## Fylogenie
|  | Barracudasauroides                                                                  |
|  |                                                                                     |
|  | \| \| Mixosaurus cornalianus \| \| \| \| \| \| Mixosaurus kuhnschnyderi \| \| \| \| |
|  |                                                                                     |
|  | Mixosaurus cornalianus                                                              |
|  |                                                                                     |
|  | Mixosaurus kuhnschnyderi                                                            |
|  |                                                                                     |

|  | Mixosaurus cornalianus   |
|  |                          |
|  | Mixosaurus kuhnschnyderi |
|  |                          |

|  | Contectopalatus                                                            |
|  |                                                                            |
|  | \| \| Phalarodon callawayi \| \| \| \| \| \| Phalarodon fraasi \| \| \| \| |
|  |                                                                            |
|  | Phalarodon callawayi                                                       |
|  |                                                                            |
|  | Phalarodon fraasi                                                          |
|  |                                                                            |

|  | Phalarodon callawayi |
|  |                      |
|  | Phalarodon fraasi    |
|  |                      |

|  | Barracudasauroides                                                                  |
|  |                                                                                     |
|  | \| \| Mixosaurus cornalianus \| \| \| \| \| \| Mixosaurus kuhnschnyderi \| \| \| \| |
|  |                                                                                     |
|  | Mixosaurus cornalianus                                                              |
|  |                                                                                     |
|  | Mixosaurus kuhnschnyderi                                                            |
|  |                                                                                     |

|  | Mixosaurus cornalianus   |
|  |                          |
|  | Mixosaurus kuhnschnyderi |
|  |                          |

|  | Contectopalatus                                                            |
|  |                                                                            |
|  | \| \| Phalarodon callawayi \| \| \| \| \| \| Phalarodon fraasi \| \| \| \| |
|  |                                                                            |
|  | Phalarodon callawayi                                                       |
|  |                                                                            |
|  | Phalarodon fraasi                                                          |
|  |                                                                            |

|  | Phalarodon callawayi |
|  |                      |
|  | Phalarodon fraasi    |
|  |                      |

|  | Barracudasauroides                                                                  |
|  |                                                                                     |
|  | \| \| Mixosaurus cornalianus \| \| \| \| \| \| Mixosaurus kuhnschnyderi \| \| \| \| |
|  |                                                                                     |
|  | Mixosaurus cornalianus                                                              |
|  |                                                                                     |
|  | Mixosaurus kuhnschnyderi                                                            |
|  |                                                                                     |

|  | Mixosaurus cornalianus   |
|  |                          |
|  | Mixosaurus kuhnschnyderi |
|  |                          |

|  | Contectopalatus                                                            |
|  |                                                                            |
|  | \| \| Phalarodon callawayi \| \| \| \| \| \| Phalarodon fraasi \| \| \| \| |
|  |                                                                            |
|  | Phalarodon callawayi                                                       |
|  |                                                                            |
|  | Phalarodon fraasi                                                          |
|  |                                                                            |

|  | Phalarodon callawayi |
|  |                      |
|  | Phalarodon fraasi    |
|  |                      |

|  | Barracudasauroides                                                                  |
|  |                                                                                     |
|  | \| \| Mixosaurus cornalianus \| \| \| \| \| \| Mixosaurus kuhnschnyderi \| \| \| \| |
|  |                                                                                     |
|  | Mixosaurus cornalianus                                                              |
|  |                                                                                     |
|  | Mixosaurus kuhnschnyderi                                                            |
|  |                                                                                     |

|  | Mixosaurus cornalianus   |
|  |                          |
|  | Mixosaurus kuhnschnyderi |
|  |                          |

|  | Contectopalatus                                                            |
|  |                                                                            |
|  | \| \| Phalarodon callawayi \| \| \| \| \| \| Phalarodon fraasi \| \| \| \| |
|  |                                                                            |
|  | Phalarodon callawayi                                                       |
|  |                                                                            |
|  | Phalarodon fraasi                                                          |
|  |                                                                            |

|  | Phalarodon callawayi |
|  |                      |
|  | Phalarodon fraasi    |
|  |                      |